# 아라비노스
아라비노스(영어: arabinose)는 5개의 탄소 원자가 포함된 단당류이고, 알데하이드기를 가지고 있는 알도스이며, 화학식은 C5H10O5이다.
생합성 과정 상의 이유로 대부분의 당류는 자연계에서 주로 "D형" 또는 D-글리세르알데하이드와 구조적으로 유사한 형태로 존재한다. 그러나 L-아라비노스는 실제로 자연계에서 D-아라비노스보다 일반적인 형태이며, 헤미셀룰로스 및 펙틴과 같은 생체 고분자의 구성 성분으로 자연계에서 발견된다.
araBAD 오페론으로도 알려진 L-아라비노스 오페론은 생체 분자 연구의 대상이 되어왔다. 오페론은 대장균에서 아라비노스의 이화작용을 지시하며, 포도당이 없고 아라비노스가 존재하는 상태에서 역동적으로 활성화된다.
포도당으로부터 아라비노스를 유기 합성하는 대표적인 방법은 볼 분해(Wohl degradation)이다.
| D-아라비노스의 구조  | D-아라비노스의 구조  | D-아라비노스의 구조  |
| 골격 구조식          | 하워드 투영식        | 하워드 투영식        |
| -------------------- | -------------------- | -------------------- |
|                      | α-D-아라비노푸라노스 | β-D-아라비노푸라노스 |
| α-D-아라비노피라노스 | β-D-아라비노피라노스 |                      |

## 어원
아라비노스는 아라비아 고무로부터 최초로 분리되었기 때문에 거기서 이름을 따왔다.

## 생물학에서의 이용
합성 생물학에서 아라비노스는 종종 대장균의 Pbad 프로모터 하에서 단백질 발현을 위한 한 방향 또는 가역방향 스위치로 사용된다. 스위치 켜짐은 포도당의 존재하에서 무효화 될 수 있고, 또는 배양 배지에 포도당을 첨가함으로써 억제될 수 있는데, 이는 이화물질 억제(catabolite repression)의 한 형태이다.
일부 유기산 검사에서 아라비노스의 존재 여부를 확인하는데, 이는 아라비노스가 칸디다 알비칸스(Candida albicans) 또는 다른 효모나 곰팡이 종과 같은 장내 효모의 과다증식을 나타내는 지표로 사용될 수 있기 때문이다.

## 식품에 이용
원래 감미료로 상품화된 아라비노스는 소장에서 설탕을 포도당과 과당으로 분해하는 효소인 수크레이스의 억제제이다. 이러한 저해 효과는 설치류와 사람 모두에서 유효하다. 그러므로 아라비노스는 설탕 섭취 후 혈당의 급격한 상승을 완화시키기 위해 식품에 사용될 수 있다. HbA1c 및 공복 혈당 수치 같은 혈당 지표에 대한 아라비노스 섭취의 장기적인 효과는 알려져 있지 않다. 아라비노스가 함유된 식품은 대개 당뇨병 환자를 대상으로 한다. 이러한 식품은 아라비노스가 식품 첨가물로 합법적으로 사용되는 일본 및 중국에서 특히 인기가 있다.
아라비노스는 사람의 장에서 흡수될 수 없고, 비피더스 균과 같은 프로바이오틱스에 의해 이용될 수 있기 때문에 잠재적인 프리바이오틱이다. 이 주장에 대해선 추가적인 확인이 필요하다.

## 같이 보기
- 아라비노실 뉴클레오사이드

## 주해
1. ↑  당의 경우 D/L 명명법은 분자의 광학 활성과 관련이 있는 것이 아니라 글리세르알데하이드와의 구조적 유사함과 관련이 있다.